# Soledad Pastorutti
Soledad Pastorutti (* 12. října 1980, Arequito, Santa Fe) je argentinská zpěvačka, herečka a skladatelka folk popové hudby. Je známá také jako Soledad nebo pod svou přezdívkou La Sole. Je starší sestrou argentinské herečky a zpěvačky Natalie Pastorutti.
Soledad Pastorutti za svou kariéru prodala více než sedm miliónů nosičů. Získala cenu Latin Grammy (2014), dvě diamantové desky (1999, 2006) a řadu platinových a zlatých desek. Žádná jiná argentinská umělkyně nedokázala dvě diamantové desky získat. První diamantové ocenění získala v roce 2003 za album Poncho al viento (Pončo do větru), druhé za překročení 950 000 prodaných kusů svého alba La Sole. Když završila deset let své kariéry, podnikla sérii více než 2500 koncertů v Argentině a ve světě. Je nejúspěšnější argentinskou zpěvačkou posledních let.

## Fotografie

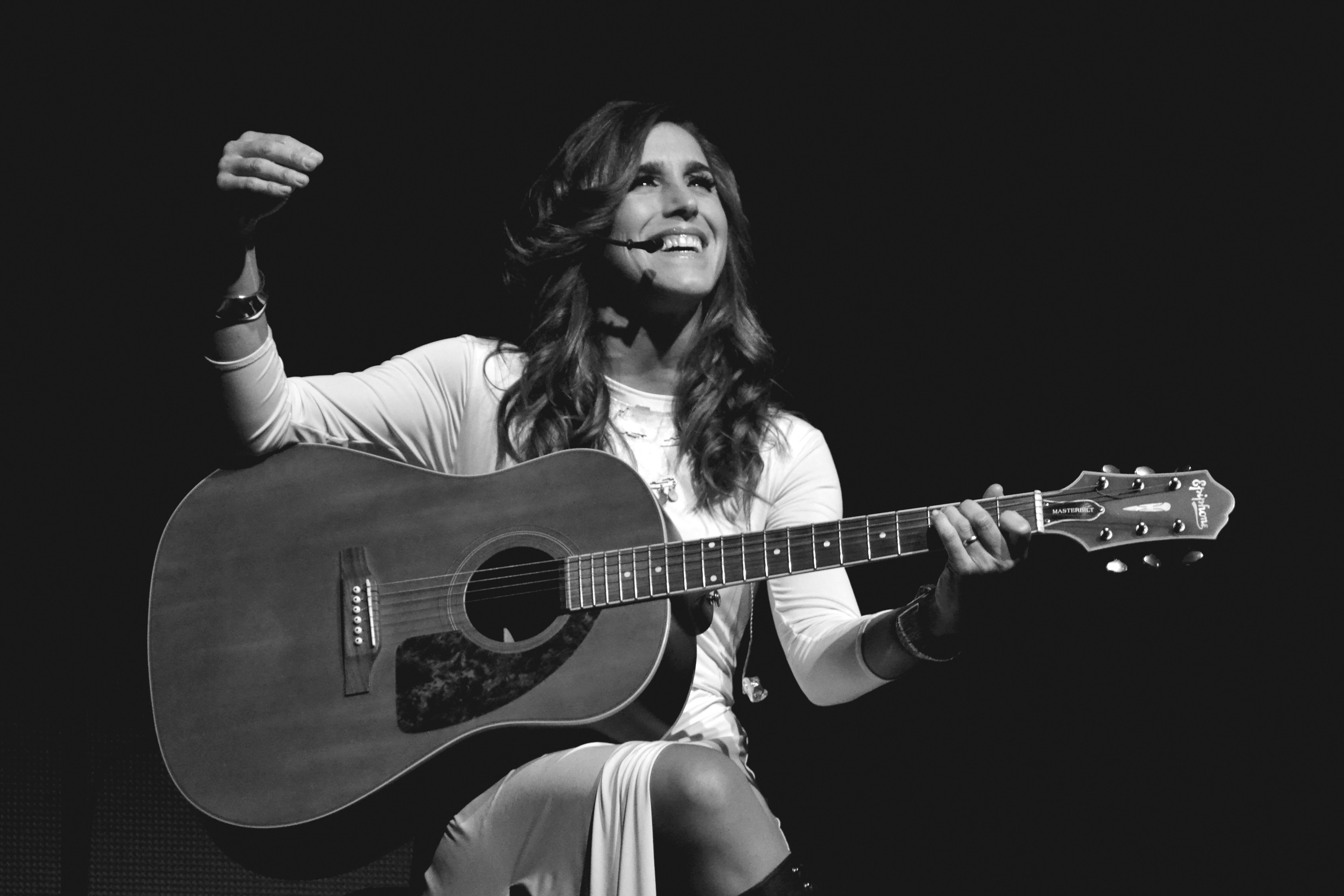
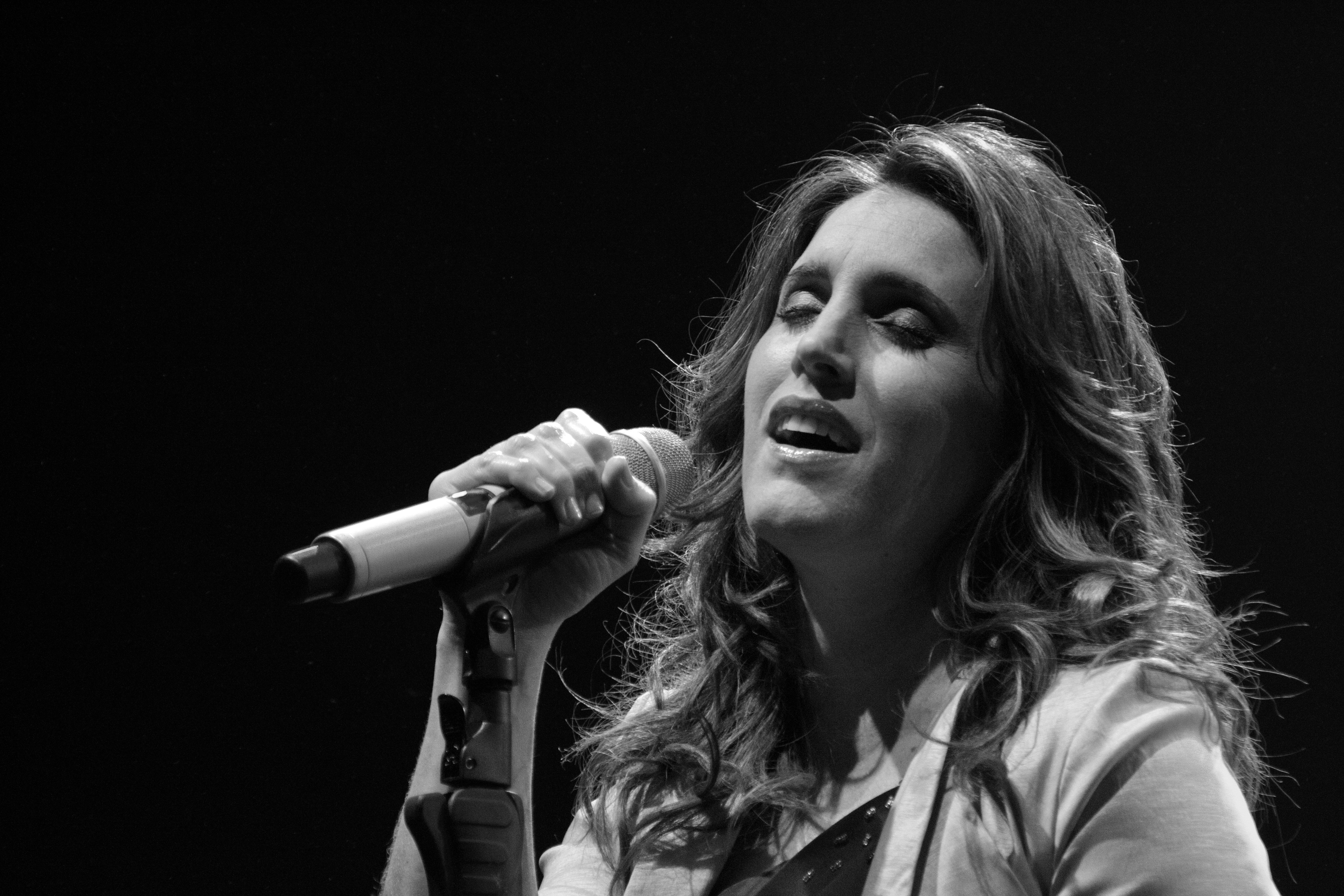
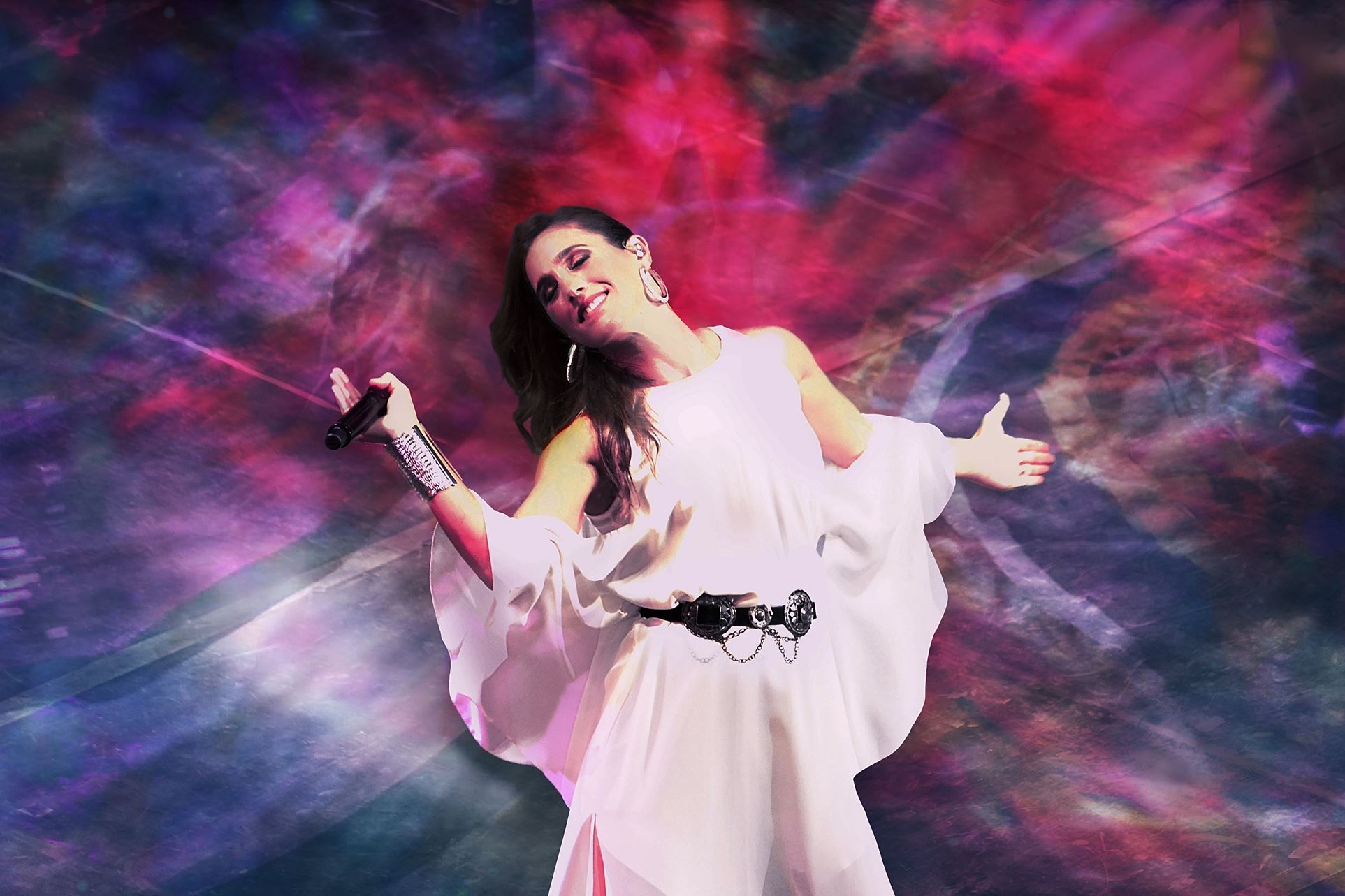
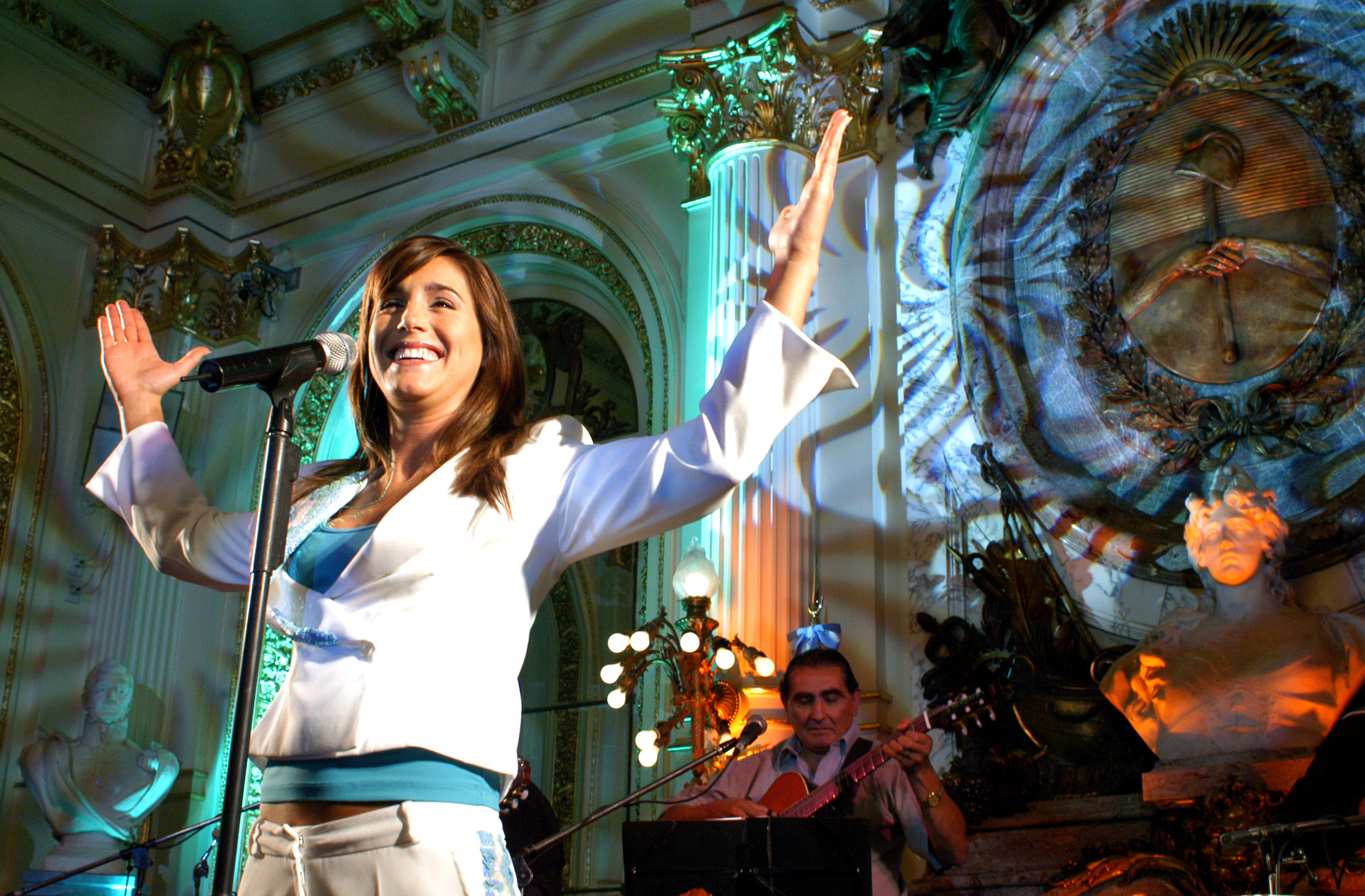